# Політична поведінка
Політи́чна поведі́нка — сукупність різноманітних внутрішніх рефлексій та практичної діяльності людини, як реакції на діючу політичну систему. Абсентеїзм (політичне бездіяльність) також є
одною з форм політичної поведінки.
Політична поведінка може як сприяти нормальному функціонуванню політичної системи, так і підривати політичний режим.

## Теорії політичної поведінки
Теорії політичної поведінки як аспект політології намагаються визначити кількість і пояснити впливи, які визначають політичні погляди людини, ідеологію та рівні політичної залученості. Загалом, поведінка є політичною, коли люди або групи намагаються впливати або втекти від впливу інших. Політична поведінка - підмножина людської поведінки, яка включає політику і повноваження. До теоретиків, які вплинули на цю сферу, відносять Karl Deutsch and Theodor Adorno.

#### Довгострокові впливи на політичну орієнтацію
Є три основні джерела впливу, які формують політичну орієнтацію, яка створює довготривалі наслідки. Як правило, первинний вплив походить від сім'ї. Як зазначалося раніше, діти часто приймають ідеологічні цінності батьків. Деякі теоретики стверджували, що сім'я, як правило, є найсильнішою, найбільш впливовою силою, яка існує протягом усього життя. Один нарис зарахував більшість студентської активності 1930-х років до впливу батьків.
По-друге, вчителі та інші представники освітніх установ значно впливають на політичну орієнтацію. З 4 до 18 років діти проводять понад 25 % часу будучи залученими у навчальні процеси. Після закінчення середньої школи значно підвищується вплив політичної свідомості та орієнтації; у жовтні 2004 р. дослідження 1202 студентів коледжів у США показало, що 87 % учнів коледжів були зареєстровані для голосування, у порівнянні з середнім показником у країні 64 % дорослих. Дослідження в університеті Санта-Клара також показали, що 84 % студентів були зареєстровані для голосування. Також вважають, що дитячі та підліткові етапи особистісного зростання мають найвищий рівень вразливості.
По-третє, однолітки також впливають на політичну орієнтацію. Друзі часто, але не обов'язково, мають перевагу тому, що вони є частиною одного покоління, що разом формує унікальний комплекс соціальних питань; Ерік Л. Дей стверджував, що «соціалізація — це процес, за допомогою якого люди набувають знань, звичок і ціннісних орієнтацій, які будуть корисні в майбутньому». Здатність мати відношення на цьому загальному рівні — те, що заправляє і дає можливість майбутньому ідеологічному зростанню.
Соціологи та політологи обговорюють зв'язок між віком та формуванням політичних поглядів. Гіпотеза вразливих років припускає, що політична орієнтація твердне в ранньому дорослому віці. На відміну від цього, «зростаюча гіпотеза персистенції» свідчить про те, що ставлення менш імовірно змінюється, коли люди стають дорослішими, тоді як «гіпотеза відкритості на все життя» пропонує, що ставлення людей залишається гнучким незалежно від віку.

### Короткострокові впливи на політичну орієнтацію
Короткострокові фактори також впливають на поведінку голосування ; серед цих факторів є засоби масової інформації та вплив окремих виборчих питань. Ці фактори відрізняються від довгострокових факторів, оскільки вони часто є недовговічними. Однак вони можуть бути так само вирішальними в зміні політичної орієнтації. Способи, якими інтерпретуються ці два джерела, часто залежать від особливих політичних ідеологій, сформованих довгостроковими факторами.
Більшість політологів погоджуються, що засоби масової інформації мають глибокий вплив на поведінку голосування. Один автор стверджує, що «мало хто буде сперечатися з тим, що установи засобів масової інформації є важливими для сучасної політики … у процесі переходу до ліберальної демократичної політики в Радянському Союзі та Східній Європі засоби масової інформації були ключовою областю битви».
По-друге, є виборчі питання. До них належать питання кампанії, дебати та рекламні ролики. Роки виборів та політичні кампанії можуть змінити певну політичну поведінку на основі залучених кандидатів, які мають різний ступінь ефективності у впливі на виборців.

### Вплив соціальних груп на політичні наслідки
Нещодавно деякі політологи були зацікавлені у багатьох дослідженнях, які мали на меті проаналізувати зв'язок між поведінкою соціальних груп та політичними наслідками. Серед соціальних груп, включених до їхніх досліджень, були демографічні групи за віком, статтю та етнічнічністю.
Наприклад, в американській політиці вплив етнічних груп та гендеру має великий вплив на політичні наслідки.
Латиноамериканці мають глибокий соціальний вплив на політичні результати їхнього голосування і виступають як сильна політична сила. Найбільш помітне зростання голосування в Латинській Америці відбулося на президентських виборах 2000 року, хоча на той час у голосуванні не було спільного політичного погляду. На виборах 2006 року латиноамериканське голосування величезним чином підтримало вибори сенатора Флориди Мела Мартінеса, хоча на президентських виборах 2004 року приблизно 44 % латиноамериканців проголосували за президента республіки Джорджа Буша. Латиноамериканські громадяни, як видно, демонструють зростаючу тенденцію в питаннях, за які вони голосують, змушуючи їх ставати більш об'єднаними, коли стикаються з політичними поглядами. В даний час нелегальна імміграція претендує на більшу увагу, і латиноамериканці, хоча і не цілком одностайні, стурбовані проблемами освіти, зайнятості та депортації нелегальних мігрантів у Сполучених Штатах.
Понад сімдесят років тому жінки отримали право голосу, і з тих пір вони змінювали результати політичних виборів. Враховуючи те, що право бути політично активними дало їм можливість розширити свої знання та вплив у поточних справах, тепер вони розглядаються як одна з основних компонентів прийняття рішень в політиці та економіці країни. За даними Американської політологічної асоціації, за минулі президентські вибори 2004 року голосування жінок, можливо, добре вирішило результат перегонів. Сьюзен Керролл, автор жінок-виборців та гендерна різниця, заявляє, що збільшення впливу жінок на політичну поведінку обумовлене чотирма основними категоріями: жінки перевищують чоловіків серед виборців; ведуться значні зусилля для посилення реєстрації та активності жінок; гендерний розрив виявляється на виборах 2004 року, як це було на всіх президентських виборах з 1980 року; і жінки складають непропорційно велику частку невизначених виборців, які приймуть своє рішення пізно в кампанії.

### Біологія та політологія
Міждисциплінарні дослідження в галузі біології та політології спрямовані на виявлення співвідношень політичної поведінки з біологічними аспектами, наприклад зв'язок біології та політичної орієнтації, а також з іншими аспектами, такими як партійність та поведінка щодо голосування. Це поле дослідження іноді називають біополітика, хоча цей термін має і інші значення.
Вивчення можливих генетичних основ політичної поведінки зросло з 1980-х років. Термін « генополітика» був зроблений політологом Джеймсом Фаулером на початку 2000-х років для опису досліджень, що стосуються виявлення специфічних генів транспонтера / рецептора, відповідальних за ідеологічну орієнтацію за межами соціально-психологічної сфери політичної соціалізації.

### Політична участь
Політологи також прагнуть зрозуміти, що спонукає людей до участі в демократичному процесі шляхом голосування, добровільної участі в кампаніях, підписанні петицій та протестуючих. Участь не завжди можна пояснити раціональною поведінкою. Парадокс голосування, наприклад, вказує на те, що голосування не може бути громадянським інтересом, тому що зусилля, необхідні для голосування, майже завжди перевищують переваги голосування, особливо враховуючи, що єдиний голос навряд чи змінить результат виборчого процесу. Політологи замість цього пропонують громадянам голосувати з психологічних або соціальних причин. Дослідження показують, наприклад, що люди, швидше за все, голосують, якщо вони бачать, що їхні друзі проголосували, або що хтось із їхніх сусідів отримав нагоду голосувати.